# Donji Maslarac
Donji Maslarac falu Horvátországban Kapronca-Kőrös megyében. Közigazgatásilag Sokolovachoz tartozik.

## Fekvése
Kaproncától 13 km-re délnyugatra, községközpontjától 7 km-re délkeletre a Bilo hegyei között fekszik.

## Története
1857-ben 172, 1910-ben 175 lakosa volt. Trianonig Belovár-Kőrös vármegye Kaproncai járásához tartozott. 2001-ben a falunak 83 lakosa volt.

## Külső hivatkozások
Sokolovac község hivatalos oldala